# SuperPower 3
SuperPower 3 è un videogioco di simulazione geopolitica ambientato sulla Terra. Il titolo, sviluppato da GolemLabs e pubblicato da THQ Nordic il 7 ottobre 2022 sulla piattaforma Steam, è il sequel di SuperPower 2 nonché terzo capitolo della serie.

## Modalità di gioco
I giocatori prendono il controllo di diversi aspetti tra politica, economia, diplomazia, sviluppo sociale e militare di un paese riconosciuto dall'ONU. Ha per ambientazione l'intero pianeta Terra e presenta diverse evoluzioni in termini di grafica e interfaccia, oltre a contenuti e meccanismi di gioco ampliati ed evoluti. In SuperPower 3 sono presenti 194 paesi utilizzabili, una strategia completa e scenari da completare, alcuni dei quali basati su eventi reali, oltre a dati basati sulla realtà, analizzati e impiegati all'interno del gameplay per gli scopi strategici.

## Accoglienza
Il videogioco ha immediatamente riscosso successo tra gli appassionati del genere, registrando 1300 giocatori connessi simultaneamente il giorno dell'uscita. Il secondo giorno, però, i giocatori sono calati ad appena 261 per poi stabilizzarsi su poche decine nelle settimane successive. Dopo due settimane dall'uscita, SuperPower 3 ha ricevuto più di 800 recensioni sulla piattaforma Steam, prevalentemente negative.